# Punta Varas
Punta Varas är en udde i Antarktis. Den ligger i Sydshetlandsöarna. Argentina, Chile och Storbritannien gör anspråk på området.
Terrängen inåt land är huvudsakligen kuperad, men åt sydost är den platt. Havet är nära Punta Varas åt sydväst. Trakten är glest befolkad. Närmaste befolkade plats är Maldonado Station, 10,3 kilometer norr om Punta Varas. 